# 한스 안데르자크
한스 안데르자크(독일어: Hans Andersag, 1902년 2월 16일 ~ 1955년 8월 10일)는 독일의 의학자이다.
1902년 이탈리아 볼차노의 다나에서 태어났으며, 그가 바이엘에서 활동했을 당시 말라리아 치료제의 활성 성분인 클로로퀸을 발견하였고 리하르트 쿤 등의 과학자들과 비타민 B6를 합성하는 실험을 진행하면서 1927년 9월 9일 뮌헨 공과대학교에서 "천연 코프로포르피린 및 2개의 이성질체 포르피린 합성"이라는 논문을 발표하여 박사 지위를 받았다. 엘스 안데르사그와 결혼한 적이 있으며, 세 자매들과 부퍼탈-엘버펠트에서 살았다. 1955년 부퍼탈에서 사망하였다.